# Беликово (Костромская область)
Беликово — деревня в Парфеньевском муниципальном округе Костромской области России. До 2021 года входила в состав Николо-Поломского сельского поселения.

## География
Деревня находится в центральной части Костромской области, в подзоне южной тайги, на правом берегу реки Неи, на расстоянии приблизительно 10 километров (по прямой) к юго-западу от Парфеньева, административного центра района. Абсолютная высота — 148 метров над уровнем моря.

### Климат
Климат характеризуется как умеренно континентальный, с продолжительной холодной многоснежной зимой и коротким сравнительно тёплым летом. Среднегодовая температура воздуха — 2,6 °C. Средняя температура воздуха самого холодного месяца (января) — −12,5 °C (абсолютный минимум — −47,1 °C); самого тёплого месяца (июля) — 17,4 °C (абсолютный максимум — 36,4 °С). Продолжительность периода активной вегетации растений (выше 10 °C) составляет примерно 120 дней. Годовое количество атмосферных осадков — 611 мм, из которых 445 мм выпадает в период с апреля по октябрь.

### Часовой пояс
Деревня Беликово, как и вся Костромская область, находится в часовой зоне МСК (московское время). Смещение применяемого времени относительно UTC составляет +3:00.

## История
До упразднения уездно-губернского деления (1929 год) деревня входила в состав Каликинской волости Чухломского уезда Костромской губернии.

## Население
| 1872 | 1897 | 1907 | 2008 | 2010 | 2014 |
| ---- | ---- | ---- | ---- | ---- | ---- |
| 137  | ↗140 | ↗165 | ↘8   | ↘0   | ↗7   |

### Национальный состав
Согласно результатам переписи 2002 года, в национальной структуре населения русские составляли 100 % из 8 чел.